# Lê Hoằng Mưu

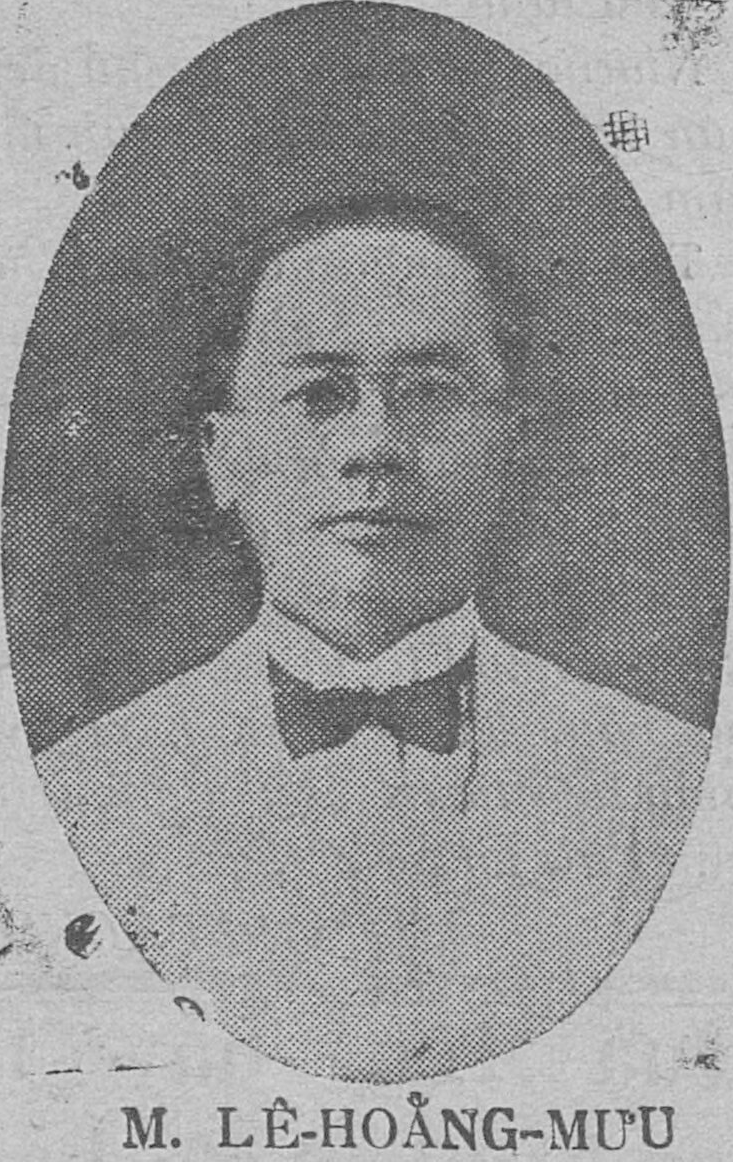
Ông Lê Hoằng Mưu

Lê Hoằng Mưu (1879-1941) có sách ghi là Lê Hoàng Mưu, bút hiệu Mộng Huê Lầu (đảo các mẫu tự họ tên); là nhà văn, nhà báo Việt Nam trong những năm đầu của thế kỷ 20.

## Thân thế và sự nghiệp
Ông sinh năm Kỷ Mão (1879) trong một gia đình làm nông khá giả tại làng Cái Cối, tổng Bảo Hựu, tỉnh Bến Tre (nay xã Mỹ Thạnh An, thị xã Bến Tre, tỉnh Bến Tre).
Cha ông là Lê Văn Dinh, nguyên là thông ngôn ở Đề hình. Ban đầu, ông học ở Bến Tre, sau học ở Sài Gòn, rồi gia nhập làng văn, làng báo ở Sài Gòn cho đến cuối đời.
Ông nổi tiếng trong làng báo Sài Gòn từ những năm 1910-1915, và là một trong số các cây bút tiểu thuyết thuộc giai đoạn phôi thai ở Nam Kỳ. Năm 1921, khi tờ Nam Trung nhật báo sáp nhập với tờ Lục tỉnh tân văn, ông được cử làm Chủ bút cho đến 1930, thì bị buộc thôi chức vì tờ báo có khuynh hướng yêu nước bài Pháp. Cùng năm này, ông cùng Võ Thành Út sáng lập tờ Long Giang độc lập (xuất bản mỗi tuần 3 số) do Lưu Công Châu làm chủ bút. Đến năm 1931, tờ báo bị nhà cầm quyền ra lệnh đình bản một thời gian, sau được tục bản cho đến ngày 11 tháng 5 năm 1934 thì bị đình bản hẳn. Ngoài ra, ông là trợ bút của các tờ Điện Tín, Thần chung, Đuốc nhà Nam...
Năm Tân Tỵ (1941), ông mất tại Sài Gòn, thọ 62 tuổi.

## Tác phẩm
Các tác phẩm của Lê Hoằng Mưu dưới đây, phần lớn đều đã được đăng tải nhiều kỳ trên các báo, trước khi in thành sách.
- Hà Hương phong nguyệt (tiểu thuyết đầu tay, đăng trên báo Nông cổ mín đàm từ ngày 20 tháng 7 năm 1912 với nhan đề Truyện nàng Hà Hương, đến năm 1914 được nhà in Saigonnaise L. Royer xuất bản thành 6 quyển với tên là Hà Hương phong nguyệt).[5]
- Ba gái cầu chồng (đăng báo năm 1915)
- Tô Huệ Nhi ngoại sử (1920)
- Oán hồng quần hay Phùng Kim Huê ngoại sử (6 quyển, nhà in L’ Union, 1920)
- Oan kia theo mãi tức Ba mươi hai đêm Hồ Cảnh Tiên tự thuật (nhà in J. Viết, Sài Gòn, 1922)
- Đầu tóc mượn (nhà in L’ Union, 1926)
- Đêm rốt của người tội tử hình (4 quyển, nhà in Lưu Đức Phương, Sài Gòn 1929),
- Truyện người bán ngọc (4 quyển, nhà in Lưu Đức Phương, Sài Gòn, 1931)...

Và một số bài viết trên các báo ở Sài Gòn …

## Đánh giá
Tác giả Nguyễn Liên Phong trong Điếu cổ hạ kim thi tập (1915) đã ca ngợi Lê Hoàng Mưu như sau:
Khen bấy thầy Mưu dạng mỹ miều,
Có khoa ngôn ngữ nết không kiêu.
Điển Tòa thuở nọ công siêng nhọc,
Nông Cổ ngày nay bút dệt thêu.
Tuổi hãy xuân xanh khuôn phép đủ,
Phước nhờ đầu bạc đắp vun nhiều.
Từ đây báo quán thêm khong ngợi,
Rảng rảng như chuông cả tiếng kêu.
Đánh giá về sự nghiệp văn chương của ông, trong Từ điển nhân vật lịch sử Việt Nam có đoạn:
Lê Hoằng Mưu là một nhà báo kỳ cựu, một nhà văn tiên phong miền Nam, đương thời còn nổi tiếng hơn cả Trương Duy Toản, Nguyễn Chánh Sắt... Tiểu thuyết của ông hồi đó "viết ra thiệt nhiều và đều bán chạy như tôm tươi giữa chợ buổi sớm... Ông đã có cái vinh dự tối cao của kẻ đàn anh ăn bước trước mà lại có tài hoa lỗi lạc", như Lãng Tử viết trên báo Phụ nữ Tân văn.
Và trong Từ điển văn học (bộ mới):
Lê Hoằng Mưu là nhà văn đi trước thời đại, là một ngòi bút viết tiểu thuyết khá độc đáo. Chịu ảnh hưởng của cả hai luồng văn chương Trung Hoa và Âu Mỹ thuở ấy, nhưng ông tìm được cho mình một hướng đi chủ động: không bị chủ đề đạo lý hoàn toàn chi phối, mà từ rất sớm đã biết khơi sâu vào mặt trái của đời sống, dựng lên những cốt truyện khác thường,...lựa chọn những mẫu người có thể nói là "tai tiếng" làm đối tượng cho tác phẩm. Chẳng hạn như cốt truyện "Hà Hương phong nguyệt"...
Về nghệ thuật, có một bước tiến ngày càng rõ trong bút pháp viết truyện của Lê Hoẳng Mưu. Từ cách viết chương hồi ảnh hưởng của tiểu thuyết Trung Quốc trong "Tô Huệ Nhi ngoại sử" đến cách viết ngả hẳn sang kết cấu tiểu thuyết phương Tây trong "Người bán ngọc"...Có thể nói Lê Hoằng Mưu là một trường hợp độc xuất trong dòng tiểu thuyết quốc ngữ miền Nam trong vài chục năm đầu của thế kỷ 20, biết phá bỏ những thói quen và bứt nhanh lên khỏi truyền thống. đồng thời có cái nhìn sắc bén vào xã hội thành thị Việt Nam trong buổi giao thời...Ông đã tạo dựng được một vị trí hiếm nhà văn đương thời nào sánh kịp. như tuần báo Mai năm 1939 nhận xét: "Buổi ấy ông là người có "tài sắc" nên tiếng tăm nổi dậy như cồn. Lời văn cũng như lý luận đã lôi cuốn, hấp dẫn, chinh phục tất cả xứ Nam Kỳ và cả thế hệ thanh niên hồi đó".